# Josef Kaiser (Unternehmer)

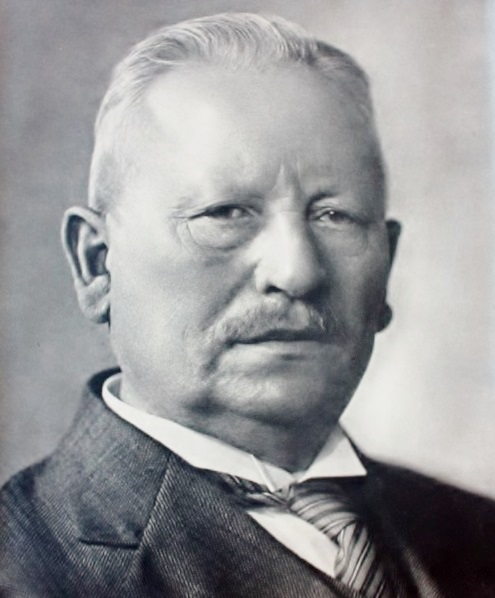
Josef Kaiser, Porträt anlässlich seiner Ernennung zum Ehrenbürger der Stadt Viersen, 1932.

Josef Kaiser (* 20. Oktober 1862 in Neuenkirchen, Westfalen; † 17. Juni 1950 in Waldniel) war ein deutscher Unternehmer und Gründer der Kaiser’s Kaffee-Geschäft GmbH.

## Leben
Josef Kaiser wuchs in Viersen-Hoser auf, wo sein Vater Hermann Kaiser eine Handweberei und seine Mutter einen Kolonialwarenladen betrieben. Die eintretende Umstellung auf mechanische Webstühle ließ die Erträge der Handweber sinken und veranlasste Josef Kaiser, nicht in den Beruf des Vaters einzutreten. So ging er zunächst von 1877 bis 1880 bei einem Schlosser und Kupferschmied in die Lehre, übernahm dann aber 1880 das elterliche Kolonialwarengeschäft. Er lernte Waren anzubieten und zu verkaufen.

### Kaffeeröster
Er ging auf die Wünsche seiner Kunden ein, insbesondere röstete er selbst die grünen Kaffeebohnen und erzielte eine bessere Qualität als die Hausfrauen, die bis dahin am heimischen Herd in der Pfanne den Kaffee zubereitet hatten. Ein überdurchschnittlicher Geschmacks- und Geruchssinn unterstützen ihn dabei. Er brachte die Waren mit Pferd und Wagen über Land und verkaufte sie. 1882 erwarb die „Dampf-Kaffee-Rösterei von Hermann Kaiser“, wie die Firma seit ihrer Gründung 1880 hieß, zwei Rösttrommeln, die 1885 auf Gasmotorbetrieb umgestellt wurden. Der erste Schritt zur Mechanisierung der Kaffeeverarbeitung war getan. Im selben Jahr wurde der erste Angestellte in das Geschäft aufgenommen und in Duisburg (Beeckstraße), Essen (Limbecker Tor) und in Bochum (Bongardstraße) wurden die ersten Filialen eröffnet. Der unternehmerische Grundgedanke war geboren: gute Standardwaren in überschaubarem Sortiment zu niedrigen Preisen auf dem kürzesten Weg bei einheitlicher Ausstattung des Filialnetzes zu vermarkten. Beim Tod des Vaters 1890 war bereits ein Kapitalwert von 30.000 Mark erwirtschaftet.

### Ehe

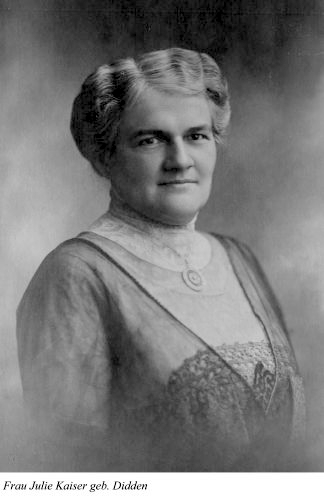
Julie Kaiser, geb. Didden, um 1900

1891 heiratete Josef Kaiser Julie Didden (1870–1942), die Tochter des Viersener Brauereibesitzers und Landwirts August Didden, der Kaiser in die Malzkaffeeherstellung einführte. Die Heirat erweiterte nicht nur den finanziellen Rahmen des jungen Unternehmers, sondern stellte ihm auch eine kluge und energische Partnerin zur Seite, die in den folgenden Jahren den geschäftlichen Werdegang wesentlich mitbestimmte. Risikobereitschaft und Phantasie Josef Kaisers wurden häufig durch den nüchternen Sinn der Ehefrau für das kaufmännisch Vertretbare geleitet.
Das Paar hatte 2 Söhne und 5 Töchter.

### Kaiser’s Kaffee-Geschäft
Ab 1894 setzte in dem Betrieb eine großzügige Industrialisierung ein. Die Zahl der Angestellten stieg auf vier. In rascher Zahl wuchsen die Filialen und eigene Produktionsbetriebe, die 100. Filiale wurde 1897 in Bamberg eröffnet, die 200. folgte bereits 1898, 1899 in Regensburg die 400., die 500. erschien 1900. Ab 1899 hieß die Firma offiziell „Kaiser’s Kaffee-Geschäft GmbH“. 1905 – zum 25-jährigen Bestehen des Unternehmens – konnte eine beeindruckende Leistungsbilanz vorgelegt werden: In 900 Filialen waren 2060 Angestellte und Arbeiter beschäftigt, Zweigbetriebe in Berlin, Heilbronn, Breslau und Basel unterstützten den raschen Verkauf der Waren im weitgespannten Vertriebsnetz, und ein eigenes Verwaltungsgebäude in Viersen war errichtet worden.

### „Die Lachende Kaffeekanne“

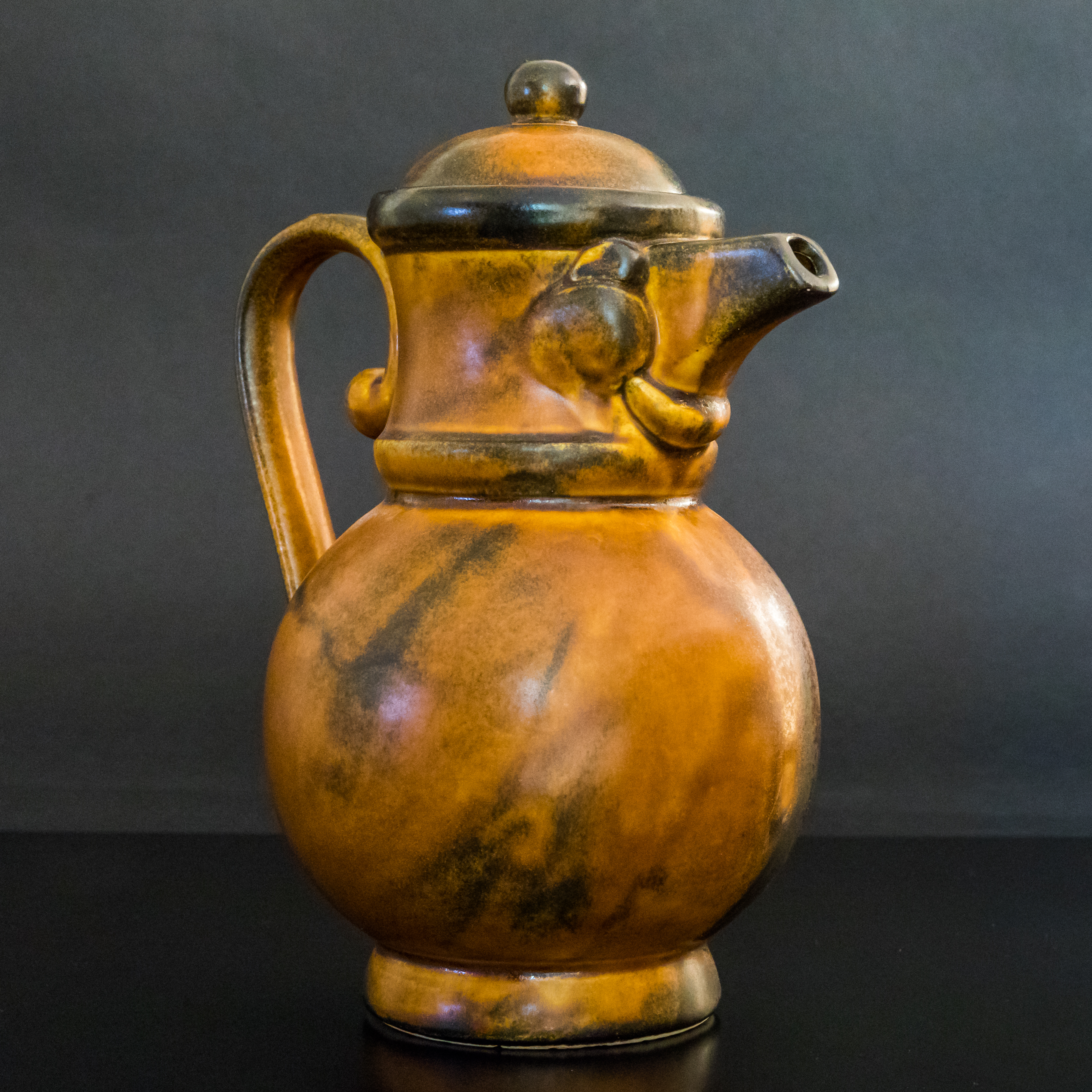
Die Lachende Kaffeekanne

Im Jahr 1904 ließ Josef Kaiser die „Lachende Kaffeekanne“ als Wort/Bildmarke im Reichspatentamt eintragen. Der Entwurf dieses Markenzeichens stammte von Paul M. Böhm (1868–1911). Die Kaffeekanne wurde an jedem Geschäft angebracht und auf Werbeartikeln einprägsam platziert. 1914 wurde dieser Entwurf noch einmal von dem Hamburger Künstler Peter Behrens (1868–1940) geändert. Auch diese Fassung wurde als Bildmarke registriert, bevor sie im Jahr 1921 das alte Firmenzeichen ablöste. In den 1930er Jahren wurde sie in Zeichentrickfilmen zur Werbung animiert.

### Julie-Kaiser- & Josef-Kaiser-Stiftung

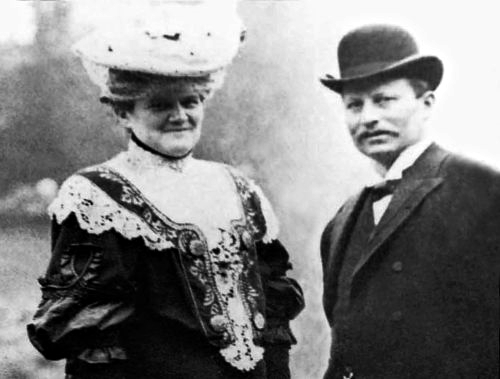
Julie & Josef Kaiser, Foto um 1900

1910 wurde Josef Kaiser der Titel Kommerzienrat verliehen. Bei Ausbruch des Ersten Weltkriegs arbeiteten in 1333 Geschäften 3810 Arbeiter, deren soziale Lage durch betriebliche Unterstützungs- und Altersversorgungskassen sowie eine eigene Geschäftssparkasse und eine „Julie-Kaiser-Stiftung“ für Wöchnerinnen verbessert worden war. In der Inflationszeit stiftete das Unternehmen 1921 jeder Gemeinde mit einer Kaiser’s Filiale 1000 Mark zur Unterstützung der Armen und während der Weltwirtschaftskrise 1931/1932 jeder Filiale 50 Pfund Lebensmittel für 6 bzw. 3 Monate zur Verteilung an die Armen. 1931 entstand die „Josef-Kaiser-Stiftung“ für Arbeiter mit einem Stammkapital von 75.000 Reichsmark und für Angestellte mit einem Kapital von 125.000 Reichsmark. Seine intensive Beteiligung am städtischen Leben Viersens – Josef Kaiser spendete u. a. 130.000 Mark für den Bau der Festhalle (1913) – würdigte die Stadt mit dem Ehrenbürgerbrief zu seinem 70. Geburtstag (1932). Seit 1937 war das angekaufte Haus Clee in Waldniel fester Wohnsitz der Familie. Hier trug Kaiser eine bedeutende Sammlung von Kunst des 19. Jahrhunderts zusammen. Des Weiteren stiftete Kaiser der Kirchengemeinde St. Anna in seiner Geburtsgemeinde Neuenkirchen das Werk „Tod des heiligen Joseph“. Berühmt waren die Kaiserschen „Malerbutterbrote“ zur Unterstützung der Künstler. Schon bald nach dem gelungenen Wiederaufbau nach dem Zweiten Weltkrieg starb Josef Kaiser am 17. Juni 1950 auf Haus Clee und hinterließ seinem Nachfolger als Unternehmenschef, seinem Sohn Walter (1895–1983), ein wohlgeordnetes Wirtschaftsimperium. Der Totenzettel Josef Kaisers charakterisiert einen bestimmenden Wesenszug: „Trotz des hohen Ansehens, das er in der Bürgerschaft besaß, blieb er doch der bescheidene Mensch“, der gelegentlich zu sagen pflegte: „Mehr sein als scheinen.“